# Vézilly
Vézilly ist eine französische Gemeinde mit 184 Einwohnern (Stand: 1. Januar 2022) im Département Aisne in der Region Hauts-de-France (frühere Region: Picardie). Sie gehört zum Arrondissement Château-Thierry und zum Kanton Fère-en-Tardenois.

## Geographie
Die Gemeinde liegt rund 25 Kilometer nordöstlich von Château-Thierry und 26 Kilometer westsüdwestlich der Innenstadt von Reims an der Grenze zum Département Marne am Bach Ruisseau de Semoigne, der in der südlichen Nachbargemeinde in das gleichnamige Flüsschen Semoigne einmündet. Zur Gemeinde gehören die Ortsteile Le Vieux Vézilly und Vieux Vendôme. Im Süden berührt die Trasse der LGV Est européenne das Gemeindegebiet. Nachbargemeinden sind Arcis-le-Ponsart im Norden, Lagery und Aougny im Osten, Villers-Agron-Aiguizy und Goussancourt im Süden sowie Coulonges-Cohan im Westen.

## Bevölkerungsentwicklung
| Jahr                      | 1962 | 1968 | 1975 | 1982 | 1990 | 1999 | 2011 | 2015 |
| Einwohner                 | 130  | 131  | 115  | 112  | 88   | 124  | 192  | 187  |
| Quelle: Cassini und INSEE |      |      |      |      |      |      |      |      |

## Sehenswürdigkeiten
- Kirche Notre-Dama

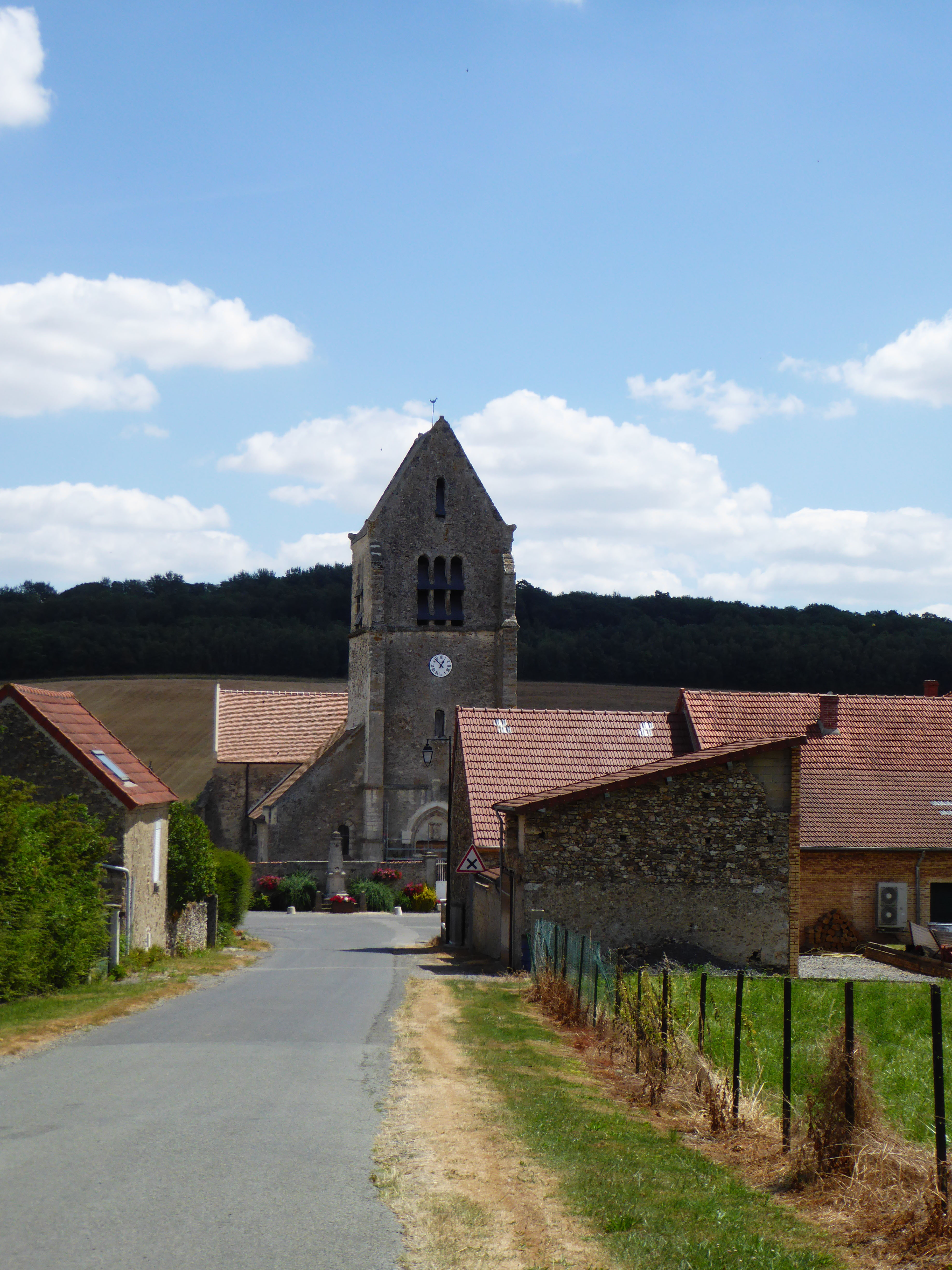
Kirche Notre-Dame